# Megalitska kultura
Megalitska kultura označava posebnu ljudsku djelatnost u prapovijesti koja je obilježena postavljanjem megalita ili izgradnjom objekata od megalita bez ikakvog veziva poput žbuke ili cementa. Megalit (grčki: μέγας megas = velik; i λίθος lithos = kamen) je dakle veliki kamen koji se koristio u prapovijesnoj gradnji, a koristili su ga ljudi diljem svijeta u različitim vremenskim razdobljima. Većina ovih građevina je izgrađena u neolitiku, ali postoje neki stariji primjeri iz mezolitika, a nastavili su se graditi u bakrenom i brončanom dobu.

## Povijest
Najstariji pronađeni primjeri megalitskih spomenika su veliki ceremonijalni kompleksi iz 9. tisućljeća pr. Kr. u istočnoj Turskoj, Nevali Cori i Göbekli Tepe, ali nema nikakvih dokaza da su oni povezani s europskim megalitskim spomenicima.
U Europi se megalitski spomenici javljaju tijekom neolitika i brončanog doba (4.500-1500 pr. Kr.) iako postoje neke naznake da su kameni megaliti imali prethodnike u mezolitskim spomenicima od drveta (oko 8000 pr. Kr. u Stonehengeu ili 5400. pr. Kr. u Carroworeu, Irska).  Monističko shvaćanje koje je obilježavalo paleolitsko razdoblje u neolitiku zamjenjuje dualističko, koje vjeruje u svijet duhova, paralelan običnom svijetu. Priroda se doživljava kao skup moćnih sila, animizam (lat. anima = duša). Kult mrtvih pokrenuo je izgradnju kultnih objekata ili grobnica s kraćim ili duljim prilazom, koji se postupno proširuju u monumentalnu grobnu komoru s prilazom građenim od kamenih ploča, teških i do 45 tona. 
U Europi su neolitički ljudi gradili ogromna grobna ili sveta mjesta od netesanog uspravnog kamena – menhira (keltski za „dugi kamen”), koja se smatra pretečom spomenika. Najveće nalazište megalitskog kamenja imamo u Carnacu u Bretanji (Francuska, oko 4800. – 4000. pr. Kr.). Ova vrsta spomenika je posrednik između čovjeka i svijeta. Odvajajući ga od prirode i dajući mu određenu formu, čovjek mu daje novi smisao, čini ga simbolom. Često su antropomorfni, na Sardiniji to su ženski likovi s oblim grudima a na Korzici ratnici s rogatim šljemovima. Postupno menhiri poprimaju geometriziranu shemu.
Tamo nastaje i hram ili grobnica s kraćim ili duljim prilazom, koji se postupno proširuju u monumentalnu grobnu komoru s prilazom građenim od kamenih ploča, teških i do 45 tona. 
Dolmeni (keltski za „stol”) su napravljeni od dvije ili više stijena koje pokriva treća stijena (trilit). Prema grobištu ili svetištu vodili su paralelno postavljeni nizovi menhira.
Kromleh (cromleh) je kultna građevina velikih razmjera, a sastoji se od kružno i koncentrično postavljenih menhira i dolmena. Najpoznatija takva građevina je Stonehenge u Engleskoj, nastala između ← 2200. – 1300. Najširi krug određen je jarkom promjera 90 m., dolmeni su visoki nešto preko 4 m., središnji krug se sastoji od 5 dolmena u potkovastom tlocrtu, visoki preko 6,7 m. Stonhenge je vjerojatno imao ulogu s kultom sunca. U ljetnom solsticiju sunčeve zrake usmjerene su prema točno određenom mjestu u građevini - oltaru.
Astronomsku organiziranost su imali i drugi neolitski megalitski spomenici kao što su: Brú na Bóinne (Irska), Avebury (Engleska), Neolitski Orkney (Škotska), Nalazište dolmena u Antequeri (Španjolska), ali i Nabta Plaja u egipatskoj Sahari, te megalitski kameni krugovi Senegambije koji su nastali mnogo kasnije, između 3. stoljeća pr. Kr. i 16. stoljeća. Megalitski opservatorij Kokino u Makedoniji, otkriven 2003. godine, služio je za praćenje četiri glavna položaja Mjeseca i tri glavna položaja Sunca tijekom godine, jesenje i proljetne ravnodnevnice i zimske i ljetne dugodnevnice, svrstan je na četvrto mjesto po starosti na popisu NASA-e (3800 godina).
Najstarije samostojeće građevine na svijetu, megalitski malteški hramovi, skupina prapovijesnih megalitskih spomenika na Malti od kojih je sedam upisano na UNESCO-ov popis mjesta svjetske baštine u Europi 1980. godine, su također orijentirani prema sunčevim zrakama. Oni su nastali kao rezultat lokalnih inovacija u procesu kulturne evolucije, što je trajalo od oko 3600. – 2500. pr. Kr. kada je završilo doba megalitskih spomenika na Malti.

## Vrste megalitskih spomenika
Najčešća podjela ovih spomenika je po tome da li je izgrađen od jedne vrste megalita (monoliti, grčki za "jedan kamen") ili kombinacije različitih megalita (poliliti, grč. "više kamenja"):
| Monoliti: - Menhir (bretonski jezik: "dugi kamen") - pojedinačni uspravni megalit, često organizirani u kamene redove koji označavaju neki put ili kamene krugove koji označavaju neko sveto mjesto. - Kameni brod - germanski običaj redanja menhira u obris broda - Taula (katalonski jezik: "stol") - građevina od dva kamena postavljena u oblik slova "T" - Trilit (grč. τριλίθος = tri kamena)- građevina od dva uspravna kamena koji nose polegnut treći, poput grede. - Ortostat - pojedinačni uspravni kamen koji je nekada bio dio većeg objekta. - Megalitske skulpture (npr. Moai na Uskršnjem otoku) | Poliliti: - Dolmen (bretonski jezik: "kameni stol") - jednoćelijska građevina od megalitskog kamenja. - Kistvaen (velški: cist-maen = "škrinja kamena") - grobna komora u obliku škrinje od kamenih ploča - Tumul (latinski: tumulus = "malo brdo") - grobni humci od zemlje ili megalita. - Kairn (irski: Carn) - kupasta hrpa kamenja koja označava neko mjesto - Kromleh (bretonski: crom-llech = "zakrivljene ploče") - megalitski hramovi od menhira ili trilita poredanih u oble forme (npr. Stonehenge) - Nuraghi - megalitske građevine u obliku valjkastog tornja na Sardiniji, poput brocha u Škotskoj - Marae ("čistina") - polinezijsko kvadratično svetište u obliku terase sa središnjim svetim menhirom. |

Uz megalitske spomenike povezani su i razni veliki spomenici od zemlje (geoglif) različitih oblika (zemljani humci, jarci, terase, kružna svetišta) kao što su Glastonbury Tor i Silbury Hill u Engleskoj ili Monte d’Accoddi u Italiji, ali i Zmijsko brdo u Ohio-u (SAD). Najpoznatija djela su slavne Nazca linije u Peruu, nastale između 500. pr. Kr. i 650. godine, a za koje se vjeruje kako su imale obrednu astronomsku ulogu..
- Nabta kalendar iz Egipta, oko 6000. pr. Kr.
- Barnenez kairn u Bretanji (Francuska) oko 4500. pr. Kr.
- Sveti put menhira u Carnacu (Bretanja), oko 4500.-2000. pr. Kr.
- Poulnabrone dolmen, Okrug Clare, Irska
- Dolmen u blizini rijeke Žane, Kavkaz, Rusija oko 3000. pr. Kr.
- Dolmeni Gochanga, Hwasuna i Ganghwadoa, Južna Koreja (850.-550. pr. Kr.)
- Darodaro narod podiže megalitski spomenik na otoku Nias (Sumatra)

## Vanjske poveznice
- Goran Majetić, Megaliti - divovski tragovi drevne prošlosti  Arhivirana inačica izvorne stranice od 17. svibnja 2010. (Wayback Machine) na udruga.kameleon.hr - Posjećeno 31. prosinca 2010.
- Tajne megalita na vecernji.blog.hr - Posjećeno 31. prosinca 2010.
- Megaliti - reportaža s fotografijama 9. 0žujka 2010. Posjećeno 31. prosinca 2010.
- MegalithicIreland.com (engl.)
- New Geology - solved mysteries of cart ruts & megaliths (engl.)
- Dolmens, Menhirs & Stones-Circles in the South of France (engl.)